# Karl von Lichnowsky

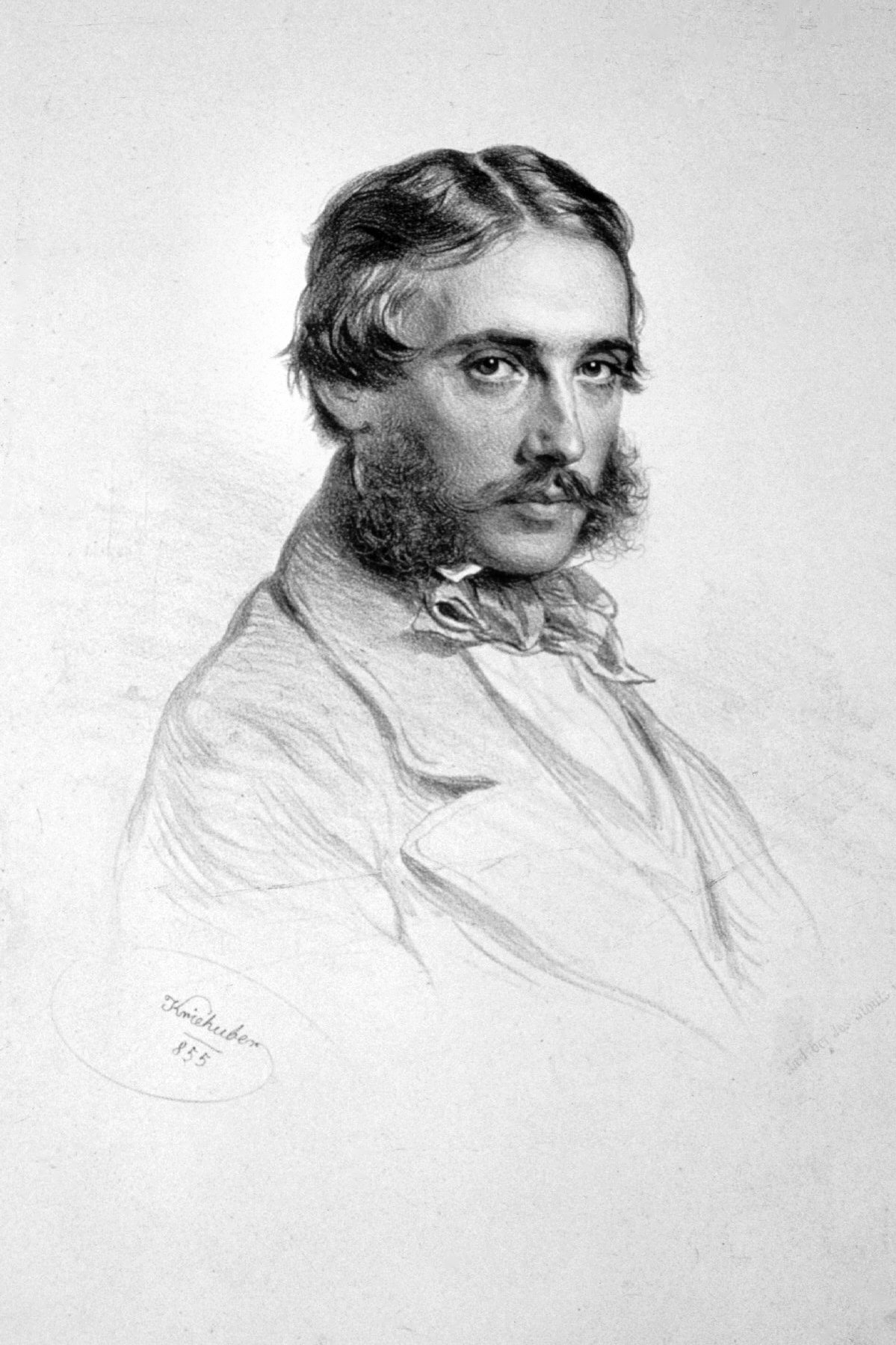
Fürst Karl von Lichnowsky, Lithographie von Josef Kriehuber, 1855

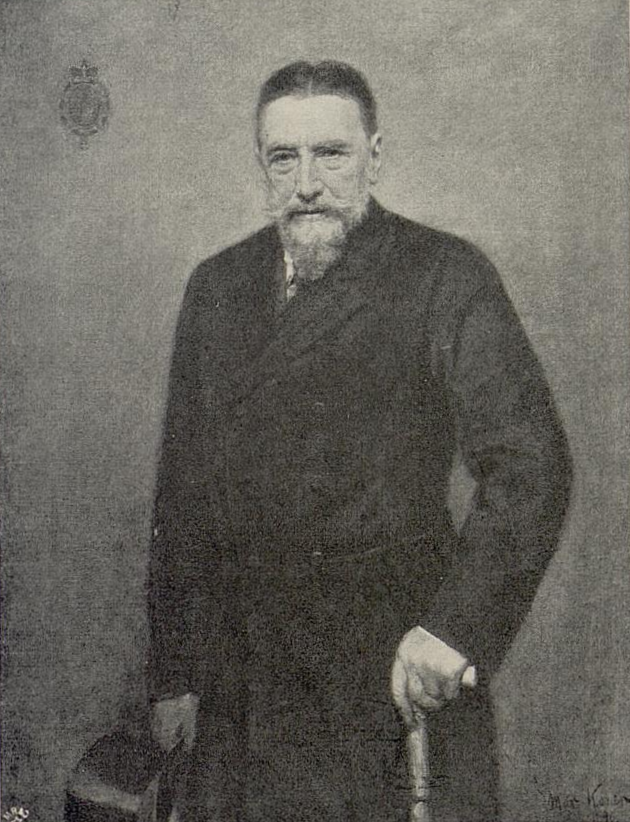
Altersporträt von Max Koner (1896)

Fürst Karl Maria Faustus Timoleon von Lichnowsky (* 19. Dezember 1819 in Grätz; † 18. Oktober 1901 ebenda) war der fünfte Fürst von Lichnowsky und preußischer und deutscher Politiker.

## Leben
Karl entstammte dem böhmisch-schlesischen Adelsgeschlecht Lichnowsky und war Sohn des Fürsten Eduard von Lichnowsky. Nachdem sein Bruder Felix 1848 in Frankfurt ermordet worden war, folgte er diesem als fünfter Fürst von Lichnowsky und Oberhaupt der Familie nach. Er war außerdem Graf zu Werdenberg, Edler Herr zu Woschütz sowie Besitzer des Majorats Kuchelna. Im Mai 1859 heiratete er Fürstin Marie von Croÿ, die eine Tochter des Prinzen Philipp von Croy war. Mit ihr hatte er drei Kinder. Darunter war auch Karl Max von Lichnowsky. Im Jahr 1861 wurde ihm erlaubt, den Titel Durchlaucht zu tragen. Er war außerdem seit 1884 Generalleutnant à la suite der Preußischen Armee und wurde 1893 zum General der Kavallerie à la suite befördert.
Lichnowsky wurde zunächst in der Schlosskapelle Kuchelna beigesetzt, da die von ihm initiierte neue Familiengrablege bei seinem Tod noch nicht zur Ausführung gekommen war. 1903 wurde der Kupfersarkophag mit seiner sterblichen Hülle feierlich in das neue Lichnowsky-Mausoleum überführt.

## Politik
Lichnowsky war auf Grund seines Besitzes Mitglied im Ersten bzw. Zweiten Vereinigten Landtag von 1847/48. Zwischen 1852 und 1854 gehörte er der zweiten Kammer des preußischen Landtages an. Ab 1854 war er erbliches Mitglied des preußischen Herrenhauses. Er war Mitglied der Deutschen Reichspartei und gehörte seit 1867 dem Reichstag des Norddeutschen Bundes und in den ersten beiden Wahlperioden dem Deutschen Reichstag an. Er war auch Mitglied des schlesischen Provinziallandtags.